# Luciano Garofano
Luciano Garofano (Roma, 5 maggio 1953) è un biologo e generale dell'Arma dei Carabinieri, in congedo, italiano.

## Biografia
Laureatosi nel 1976 in biologia all'Università degli Studi di Roma La Sapienza, si è successivamente specializzato all'Università degli Studi di Napoli Federico II in tossicologia forense, nel 1993.
Nel 1978 si arruola nell'Arma dei Carabinieri e fino al 1988 è al comando della Sezione Chimico-Biologica del Centro Carabinieri Investigazioni Scientifiche di Roma. Dal 1988 al 1995 è comandante della Sezione Biologia dello stesso centro.
Nel 1992 si è occupato anche delle indagini sulla strage di Capaci.
Dal 1995 fino al 2009 è stato comandante del Reparto Investigazioni Scientifiche (RIS) di Parma, occupandosi di vari casi di cronaca nera tra i quali la strage di Erba, il serial killer Bilancia, il delitto di Novi Ligure, il caso Cogne, il caso Carretta e il delitto di Garlasco.
È membro della Fondazione Italia USA.

### Carriera accademica
È stato docente a contratto di "Tecniche delle investigazioni scientifiche" presso la facoltà di giurisprudenza dell'Università del Salento dal 2005 al 2007.
Dal 2011 al 2013 è stato docente del master universitario "Tecniche di indagine, della sicurezza e criminologia" presso l'Università degli Studi Niccolò Cusano di Roma..

### Attività politica
Alle elezioni europee del 2009 si è candidato nella lista Mpa-La Destra-Pensionati-Alleanza di Centro nella circoscrizione Nord-Orientale senza essere eletto.
In seguito alla sua candidatura e alla mancata elezione, il Comando Generale dell'Arma dei Carabinieri, in base alla legge (secondo la quale non è consentito esercitare nella circoscrizione in cui si è candidati), ha trasferito il generale presso il Racis di Roma. Dopo un primo ricorso accolto dal TAR dell'Emilia-Romagna il Consiglio di Stato ha ritenuto legittimo il trasferimento.
Da qui la decisione di lasciare il RIS e l'Arma dei Carabinieri.

### Televisione
Dal 2010 è conduttore del programma televisivo L'altra metà del crimine in onda su LA7d.
Fa parte dello staff della trasmissione televisiva Quarto grado in onda su Rete 4.

## Controversie
Nel novembre 2009 viene coinvolto in un'indagine della Procura di Parma che lo vede indagato per peculato e truffa ai danni dello Stato, avviata in seguito all'esposto dell'avvocato Carlo Taormina. Garofano ha negato di essersi dimesso a causa di queste indagini. A febbraio 2013, al termine delle indagini preliminari, viene prosciolto e tutte le accuse nei suoi confronti vengono archiviate.

## Opere
- Il ragazzo con il berretto da marinaio, ABE 1991
- Delitti imperfetti, Il Saggiatore 2004
- Delitti imperfetti. Sei casi per il Ris di Parma, Tropea 2004
- Delitti imperfetti. Atto II. Nuovi casi per il RIS di Parma, Tropea 2005
- Delitti imperfetti. Atto I & atto II, Tropea 2006
- Delitti e misteri del passato, Rizzoli 2008
- Il processo imperfetto, Rizzoli 2009
- Assassini per caso, Rizzoli 2010
- Il giallo di Marina (con Fabrizio Rizzi), Infinito, 2022